# Baambrugge

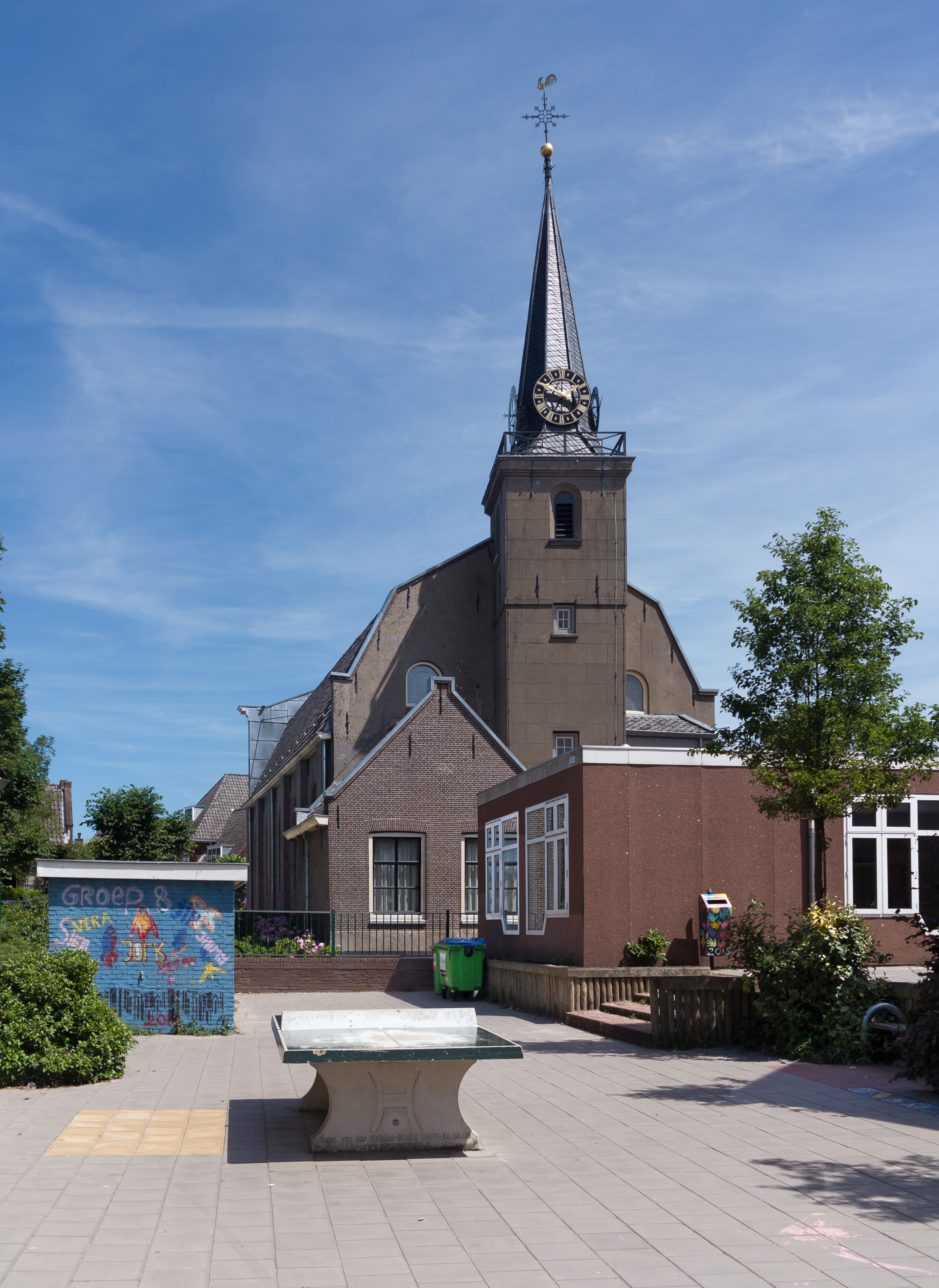
Baambrugge, l'église protestante avec l'école primaire

Baambrugge est un village situé dans la commune néerlandaise de De Ronde Venen, dans la province d'Utrecht. Le 1er janvier 2007, le village comptait 1 100 habitants[réf. nécessaire].
Avant 1er janvier 1818, c'était le nom de la commune d'Abcoude-Baambrugge ; jusqu'au 19 septembre 1814, la commune de Baambrugge appartenait à la province de la Hollande-Septentrionale. Baambrugge a fait partie d'Abcoude-Baambrugge jusqu'au 1er mai 1941, date de la création de la commune d'Abcoude.
Baambrugge est situé sur l'Angstel.